# Бордоский итинерарий
«Бордо́ский итинерарий» (Бордоский путник; лат. Itinerarium Burdigalense), также «Иерусалимский итинерарий» (лат. Itinerarium Hierosolymitanum; St. Hierosolymitanum; ок. 333 года) — произведение «паломнического» литературного жанра, описывающего путь к святым местам; латинское сочинение паломника из Бордо (города римской провинции Галлия; ныне Франция).
Краткий путеводитель по Палестине, составленный христианином. Описывает его путь от Бурдигалы (Бордо) до Иерусалима и возвращение от Гераклеи (Македония) через Рим в Медиолан (Милан, ныне Италия).
Издавался: Весселингом (нем.; 1735), Партаем (Parthey) и Пиндером (нем.; 1848).

## Станцииcursus publicus
Бордоский итинерарий используется для оценки расстояния между станциями древнеримской транспортной системы cursus publicus. В отличие от других картографических источников (итинерарий Антонина, Пейтингерова скрижаль), в Бордоском итенерарии отмечены также mutationes, малые станции: видимо, расстояние между ними редко превышало 20 км и в среднем составляло 15 км.
| Начало         | Конец           | Протяжённость | Городов                 | mansiones | mutationes | Промежуток |
| -------------- | --------------- | ------------- | ----------------------- | --------- | ---------- | ---------- |
| Бордо          | граница Италии  | ок. 1100 км   | 14 + деревня + крепость | 11        | 35         | ок. 17 км  |
| Суза           | Птуй            | ок. 900 км    | 14                      | 9         | 30         | ок. 17 км  |
| граница Италии | Константинополь | ок. 1300 км   | 14                      | 28        | 53         | ок. 14 км  |
| Халкидон       | граница Киликии | ок. 800 км    | 11                      | 15        | 28         | ок. 15 км  |
| Тарсус         | Иерусалим       |               | 20                      | 7         | 21         |            |
| Салоники       | Аполлония       |               | 13                      | 14        | 32         |            |
| Милан          | граница Италии  |               | 42                      | 6         | 36         |            |